# Brestani
Brestani (macedónul: Брештани) település Észak-Macedóniában, a Délnyugati körzet Centar Zsupa-i járásában.

## Népesség
| Lakosok száma | 242  | 267  | 110  | 70   | 92   | 105  | 120  | 104  |
|               | 1948 | 1953 | 1961 | 1971 | 1981 | 1994 | 2002 | 2021 |

2002-ben 120 lakosa volt, akik mindannyian törökök.